# 多棘雨印鯛
多棘雨印鯛（学名：Zenopsis stabilispinosa），又名立鰭印鯛，为的鯛科亞海魴屬下的一个种。